# Fortezza
Fortezza este o comună din provincia Bolzano, regiunea Trentino-Alto Adige, Italia, cu o populație de 1.086 locuitori (1 ianuarie 2023) și o suprafață de 61,77 km². A devenit cunoscută prin faptul că aici se află o fortăreață cu un viaduct de cale ferată și un lac de acumulare.

## Legături externe

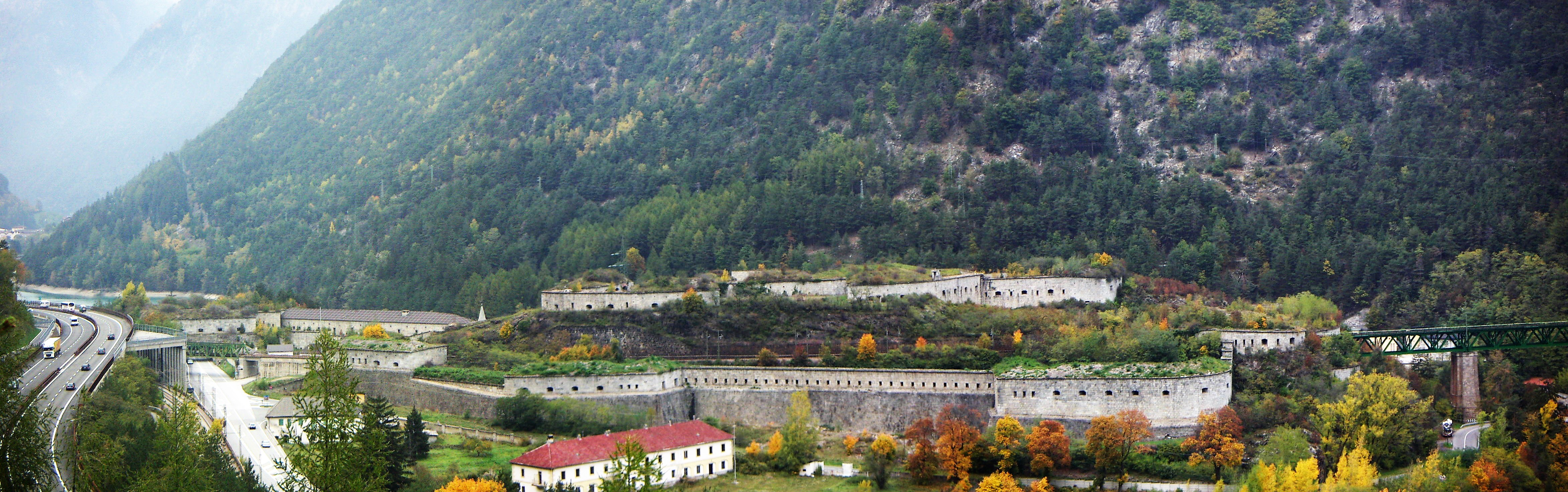
Fortezza (Fortăreața) sau Franzensfeste

## Demografie
Fortezza - evoluția demografică

|  | Graficele sunt indisponibile din cauza unor probleme tehnice. Mai multe informații se găsesc la Phabricator și la wiki-ul MediaWiki. |

Date: Recensăminte sau birourile de statistică - grafică realizată de Wikipedia